# Nguyễn Huy Hùng
Nguyễn Huy Hùng (ur. 2 marca 1992) – wietnamski piłkarz grający na pozycji pomocnika, reprezentant kraju.

## Życiorys
W 2017 mistrz Wietnamu w składzie Quảng Nam. Był członkiem drużyny Wietnamu na Puchar Azji w Piłce Nożnej 2019.